# Dactylopleustes echinoicus
Dactylopleustes echinoicus is een vlokreeftensoort uit de familie van de Pleustidae. De wetenschappelijke naam van de soort is voor het eerst geldig gepubliceerd in 1975 door Nina Liverjevna Tzvetkova.